# 十硝酸一氧三铱
十硝酸一氧三铱是一种无机化合物，化学式为Ir3O(NO3)10，由红外光谱得其结构为[Ir3O(NO3)9]+NO3−。它可由无水三溴化铱和五氧化二氮反应得到。
6 IrBr3 + 14 N2O5 → 2 Ir3O(NO3)10 + 9 Br2 + 8 NO
它极易潮解，水解产生二氧化铱。